# Рогнеда Рогволодовна
Рогне́да Рогволо́довна (др.-сканд. Ragnheiđr, Ragnhildr, *Rоgnêd, церк.-слав. Рогънѣдь, также Горисла́ва, в крещении Анастаси́я; ок. 960 — ок. 1000) — княжна полоцкая. Дочь князя полоцкого Рогволода, одна из жён великого князя киевского Владимира Святославича, мать князя полоцкого Изяслава Владимировича — родоначальника династии Изяславичей Полоцких, великого князя киевского Ярослава Владимировича и первого князя волынского Всеволода Владимировича.

## Этимология имени
Согласно господствующему в современной науке мнению, в частности Макса Фасмера, Е. А. Рыдзевской, Т. Н. Джаксон и Е. А. Мельниковой, имена Рогволода и Рогнеды являются скандинавскими, переданными русскими летописцами в славянизированной форме. Известны скандинавские прототипы имён: Рогволод — Рёгнвальд (др.-сканд. Ragnvaldr, Rögnvaldr), Рогнеда — Рагнхильд (Ragnheiđr, Ragnhildr). Согласно лингвисту С. Л. Николаеву, славянизированная форма Рогнѣдь производна от имени *Rоgnêd и отражают регулярную фонетику реконструируемого лингвистом континентального северогерманского языка (скандинавского диалекта, сформировавшегося на Руси).
По мнению других исследователей, в частности, В. П. Тимофеева, имя Рогнеды — славянского происхождения и означает «Изнеженная властью, рождённая для власти», не указывая при этом исторических примеров славянских имён с подобными корнями. Более древней формой имени считается «Рогнедь». С конца XV века в московском летописании фигурирует также имя Горисла́ва, не тождественное, но весьма близкое к Рогнеде.

## Биография
Княжна Рогнеда жила в Полоцке вместе с отцом — князем Рогволодом — и не названными в летописях по именам матерью и братьями. В «Повести временных лет» сказано: «Этот Рогволод пришёл из-за моря и держал власть свою в Полоцке». По мнению некоторых историков, правящая в Полоцке династия была иноземного (варяжского) происхождения, о чём писал ещё в начале XIX века Август Шлецер, указывая на имена: Рогволод — «Рёгнвальд», Рогнеда — «Рагнхильд». Рогволод, и упоминаемый вместе с ним в летописях князь туровский Тур, не принадлежали к Рюриковичам, княжившим в Киеве и остальных землях восточных славян.

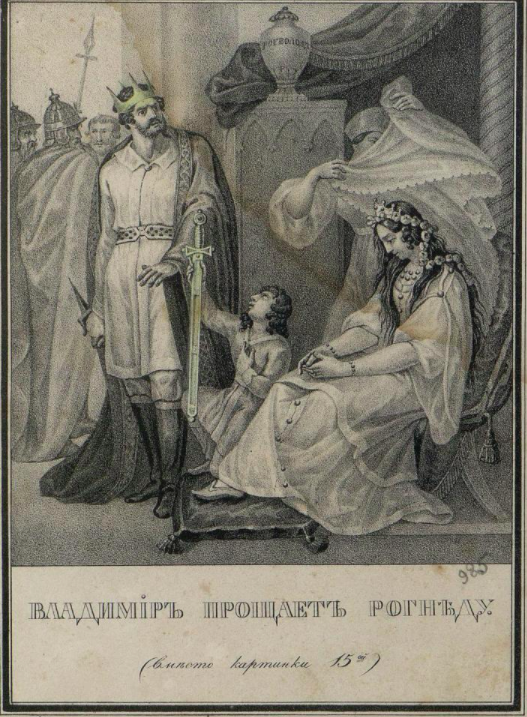
Владимир Креститель, Рогнеда и её сын Изяслав Полоцкий

События, связанные с Рогнедой, подробно изложены в «Лаврентьевской летописи». Рогнеда была объявлена невестой Ярополка Святославича, великого князя киевского. Брат Ярополка Владимир, в то время князь новгородский, был сильно унижен Рогнедой, так как тоже сватался к ней, однако был назван «робичичем» (сыном рабыни) и получил унизительный отказ: княжна считала недопустимым выйти замуж за сына наложницы, коим был Владимир. Её слова «не хочу розути робичича» свидетельствуют о знании славянского обычая разувания супруга. Часть историков считает, что истинной причиной отказа Владимиру и его дальнейшего захвата Полоцка было то, что Рогволод вступил в борьбу между двумя Святославичами на стороне Ярополка. Ответ Рогнеды свидетельствовал о политическом выборе Рогволода в пользу Киева, что неминуемо вело к войне с Новгородом.
Оскорблённый отказом, Владимир с войском из новгородцев, варягов, чуди и кривичей пришёл под стены Полоцка, когда Рогнеду уже собирались везти к Ярополку. Рогволод вышел против него, но потерпел поражение в битве и закрылся в городе. Весной 978 года город был взят. Это произошло во время похода Владимира на Киев, в результате которого Ярополк погиб, а Владимир стал великим князем киевским. Рогнеду он принудительно взял в жёны. В это же время, по преданию, она получила имя Горислава.
Рогнеда стала второй из шести жён Владимира. Княгиня была поселена у Киева — на Лыбеди, где образовалась деревня Предславино (название связывают с именем дочери Рогнеды — Предславы; ныне часть Голосеевского района Киева).

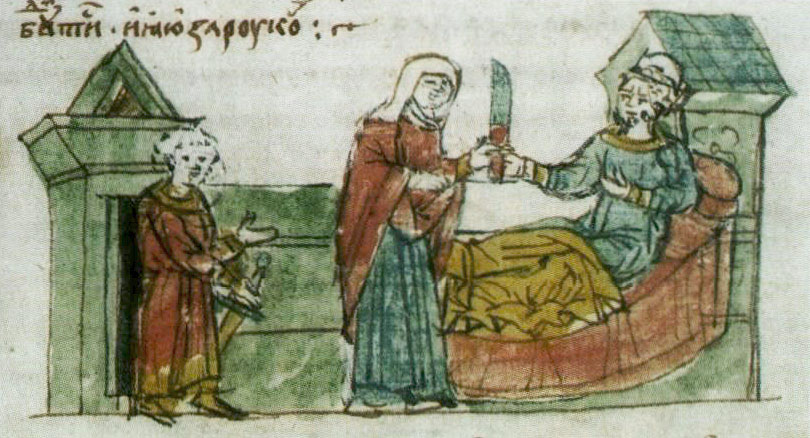
Покушение Рогнеды на Владимира, слева — Изяслав. Миниатюра Радзивилловской летописи, конец XV века

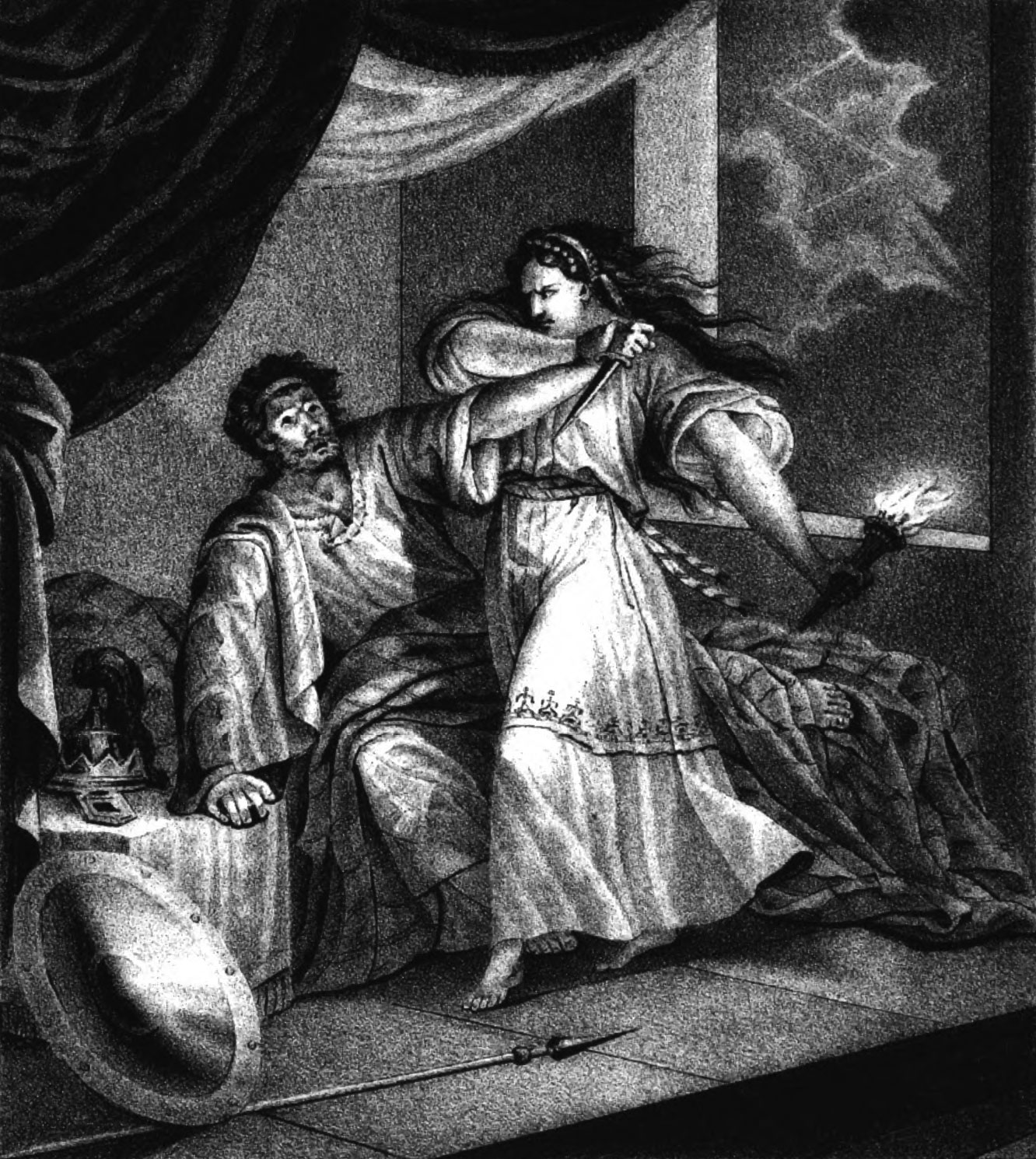
Покушение Рогнеды на Владимира. Б. А. Чориков, 1836, Гравюра

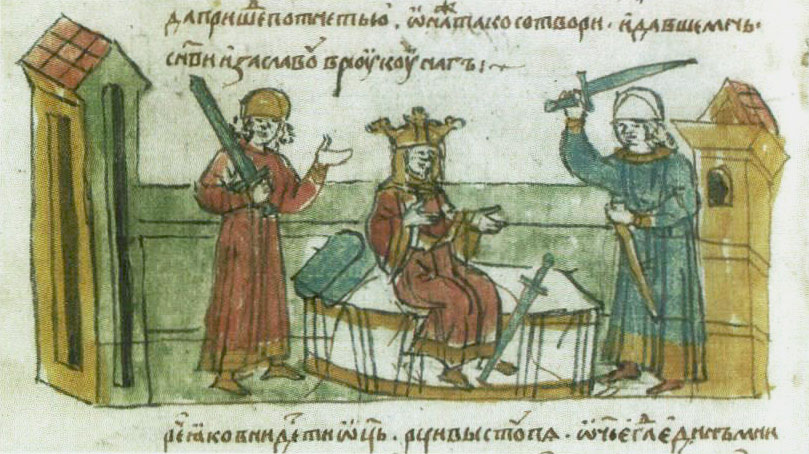
Владимир хочет покарать Рогнеду, но на её защиту встаёт Изяслав. Миниатюра Радзивилловской летописи, конец XV века

Примерно в 987 году Рогнеда решилась отомстить за содеянное и убить мужа. Согласно легенде, Владимир приехал однажды в сельцо на Лыбеди, где жила Рогнеда, и ночью, когда он спал, она хотела заколоть его, но князь проснулся и успел отвести удар.
За покушение на великого князя Рогнеде грозила смертная казнь. Разгневанный Владимир приказал жене нарядно одеться и взял в руки меч, однако на крик прибежал их первенец Изяслав и стал на защиту матери также с мечом в руках. Владимир не смог убить Рогнеду на глазах сына. Вместо этого он созвал бояр, которые посоветовали: «Не убивай её ради дитяти сего, но воздвигни отчину отца её, и отдай ей с сыном твоим».

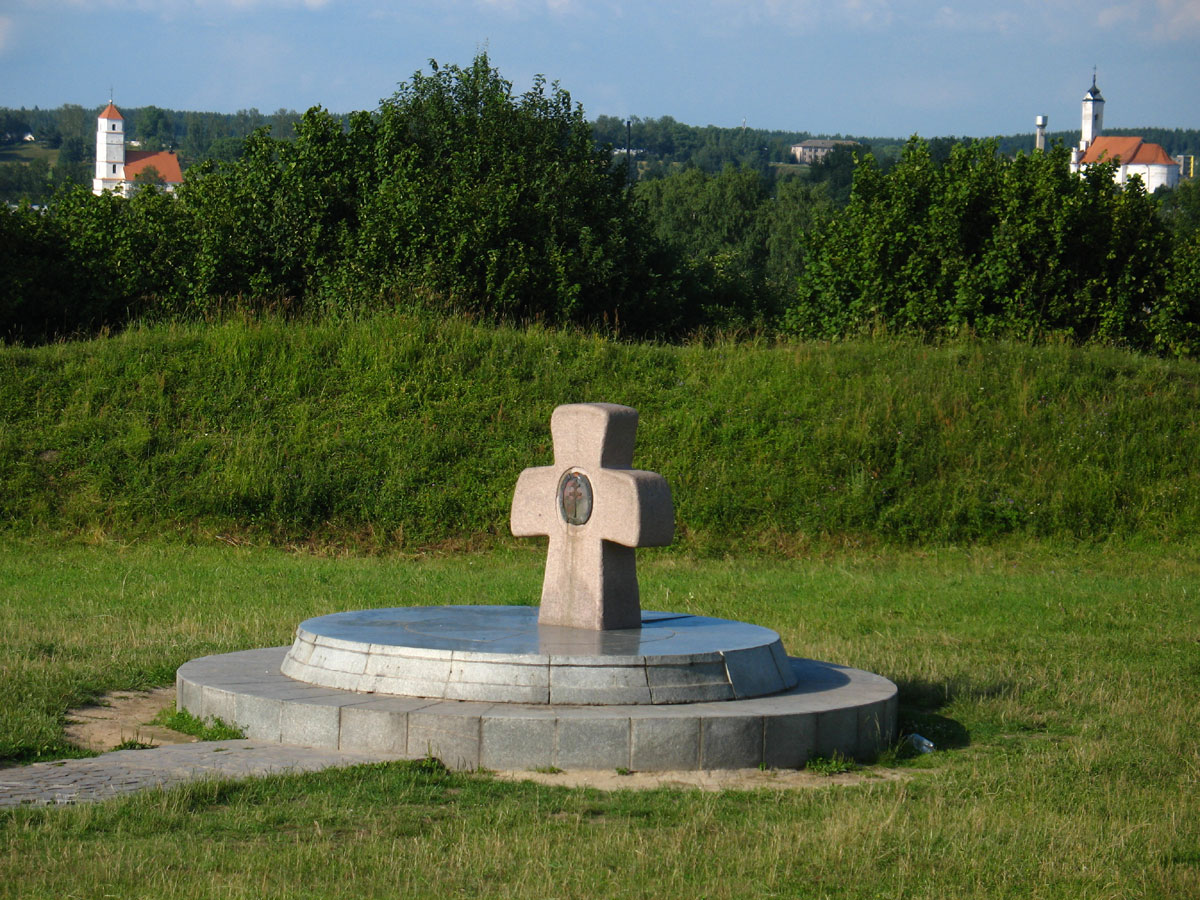
Средневековое городище Заславля — местопребывание Рогнеды и Изяслава. Памятник 1000-летию христианства в Белоруссии

Владимир выслал Рогнеду и Изяслава в их Полоцкую землю, в специально основанный им в верховьях реки Свислочь и названный в честь сына город Изяславль. Это предопределило правление Изяслава в Полоцке и образование полоцкой ветви Рюриковичей. Князья этой ветви считали себя Рогволодовыми внуками — по женской линии, и отчину свою вели не от пожалования Владимира Изяславу, а по наследованию от Рогволода. В Белоруссии Рогволодовичи рассматриваются[кем?] как династия, стоявшая у основания белорусской государственности.
Согласно относительно поздней «Тверской летописи», в 1000 году Рогнеда постриглась перед смертью в монахини под именем Анастасия. Историки затрудняются оценить степень достоверности этого сообщения, которое не встречается в других источниках. Согласно этим сведениям, перед принятием христианства Владимир предложил своей жене — матери Ярослава развод и замужество с любым из своих бояр. Однако мать Ярослава отказалась, ответив: «Царицей была, а рабыней быть не хочу», а выразила желание принять постриг, что позже и сделала под именем Анастасия. Это решение якобы настолько поразило Ярослава, присутствовавшего при разговоре, что он вылечился от паралича ног. Автор Тверской летописи, который знал эту легенду о матери Ярослава, но не знал её имени, вписал в легенду Рогнеду. Отсюда пошли ещё более поздние легенды о том, что Рогнеда под именем Анастасия жила в Изяславле, где якобы для неё был основан монастырь. Но эти сведения исключительно гипотетические и не имеют подтверждения в источниках. Некоторые исследователи всё-таки связывают две легенды (о покушении и о постриге) и считают, что непосредственно после отказа выйти замуж за боярина мать Ярослава (то есть Рогнеда) и совершила ночью покушение на жизнь Владимира, правда, в таком случае действия матери Ярослава выглядят довольно непоследовательно.
Рогнеда Рогволодовна умерла, вероятно, в городе Изяславле около 1000 года. Место её захоронения неизвестно. В 1866 году у деревни Черница[уточнить] найден склеп с богатым убранством. А. М. Сементовский предполагал, что это место захоронения Рогнеды.

### Дети
Согласно «Повести временных лет», у Рогнеды с Владимиром было 4 сына и 2 дочери — Изяслав, Ярослав, Всеволод, Мстислав, Предслава и Премислава; их дочерью считается также Мстислава:
- Изяслав (ок. 978? — 1001), князь полоцкий, родоначальник полоцкой ветви — самой ранней и старшей из ветвей Рюриковичей.
- Ярослав Мудрый (около 978? — 1054), князь ростовский, после смерти Вышеслава — новгородский, после победы над Святополком — великий князь киевский.
- Всеволод (983/984 — до 1013), первый князь волынский.
- Мстислав; если он упоминается в списке сыновей Владимира не по ошибке (перепутан с другим Мстиславом Владимировичем), то, вероятно, умер в младенчестве.
- Предслава, сделана наложницей польским князем Болеславом I Храбрым.
- Премислава (Переслава) (ум. 1015), по некоторым источникам — с 1000 года жена венгерского принца Ласло Лысого (ум. 1029; внук князя Такшоня и дядя короля Андраша I).
- Мстислава, в 1018 году среди других дочерей Владимира была захвачена польским князем Болеславом I Храбрым.

Однако ряд исследователей сомневаются в этой версии, расхождения между перечнями жён Владимира и соответственно детей в различных летописях дают основание утверждать, что эти перечни неточные и редактировались в более поздние времена.
В Лаврентьевской летописи и в Московском своде 1479 году у Рогнеды называется только один сын — Изяслав. В вероятности летописных сведений также позволяют сомневаться непродолжительный брак Рогнеды и Владимира (1-я пол. 978 — до 988), статус жены в удалении от великокняжеского двора, три поздние языческие брака князя (с «грекиней», «чехиней» и «болгарыней») и наличие 800 наложниц.
Историк Н. И. Костомаров высказывал сомнения, что Ярослав является сыном Рогнеды. Однако это противоречит известиям летописей, в которых Ярослав неоднократно называется её сыном.

## Память

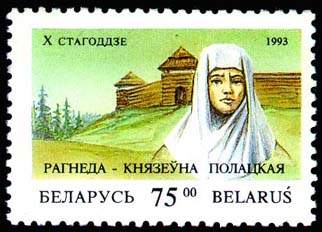
Рогнеда. Почтовая марка. Белоруссия, 1993

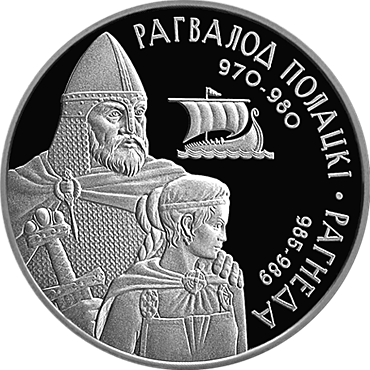
Монета. Национальный банк Республики Беларусь, 2006 год

### Украина
- Рогнединская улица, Киев (с 1869).

### Беларусь
- Памятник Рогнеде и Изяславу в городе Заславль Минского района Минской области — бронзовая двухфигурная композиция работы скульптора Анатолия Артимовича (1993, Государственная премия Республики Беларусь 1998 года коллективу авторов)
- Улица Рогнеды в Заславле
- Почтовая марка «Рогнеда — княжна Полоцкая», 1993
- Монета «Рогволод Полоцкий. Рогнеда», 2006

## Образ в искусстве

### В изобразительном искусстве

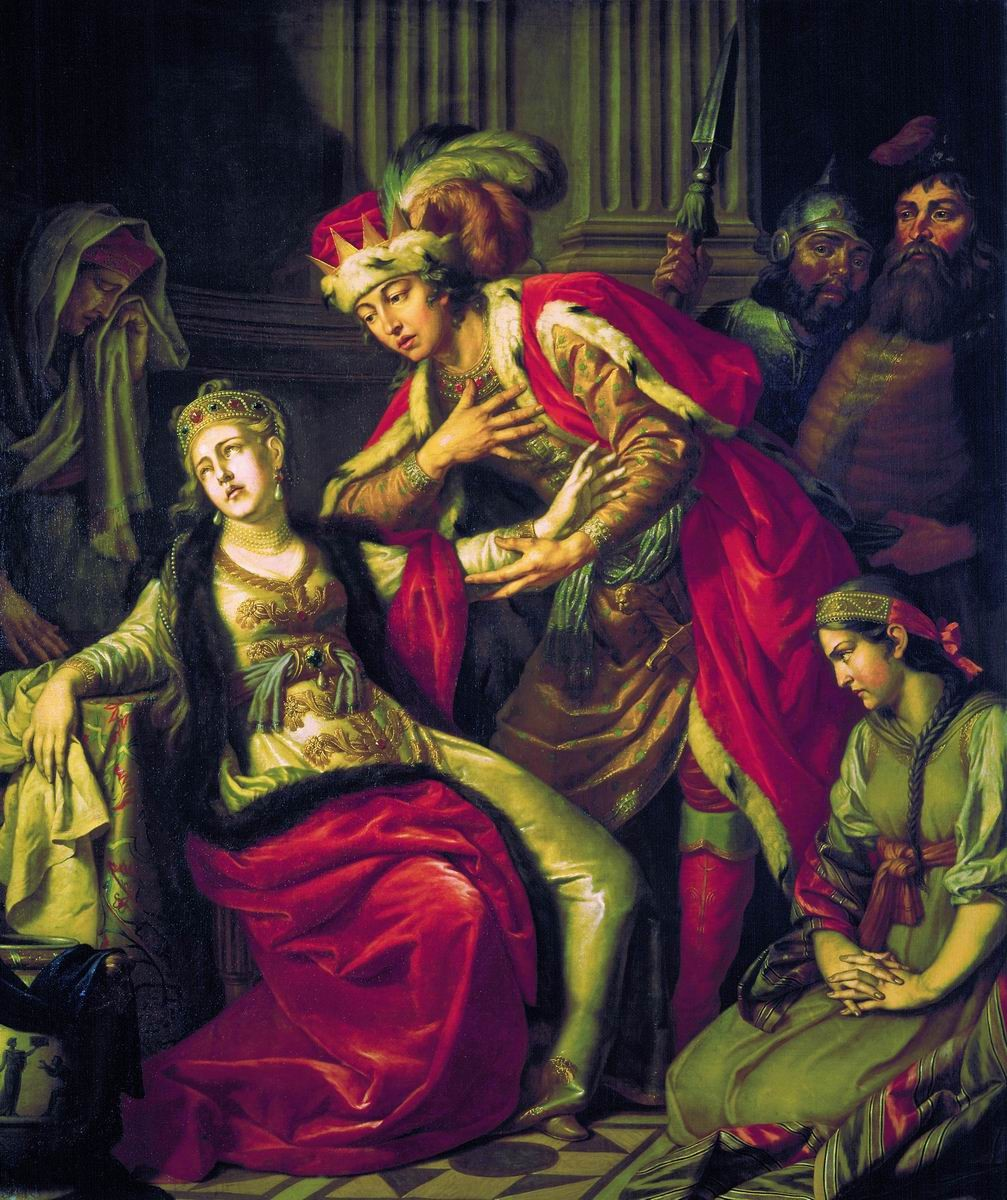
Владимир и Рогнеда. А. П. Лосенко. 1770. Масло. Государственный Русский музей

- изображения на миниатюрах Радзивиловской летописи, конец XV века (копии с более ранних, восходящих, возможно, к XI веку);
- картина «Владимир и Рогнеда», А. П. Лосенко (1770);
- гравюра «Покушение Рогнеды на Владимира», Б. А. Чориков (1836);
- набросок «Владимир и Рогнеда», А. Бауманис (1886);
- картина «Владимир и Рогнеда», А. И. Транковский (XIX век);
- картина-триптих «Судьба Рогнеды, или Стена памяти», Ф. И. Янушкевич (1986);
- картина «Владимир и Рогнеда», C. B. Грибков (XIX век);[13]

### В литературе
- повесть «Рогнеда, или Разорение Полоцка», Н. С. Арцыбашев (1818);
- дума «Рогнеда», К. Ф. Рылеев (1821 или 1822);
- романтическая поэма «Рогнеда», И. Алякринский (1836);
- пьеса «Полоцкое разоренье» (1892) А. В. Амфитеатрова
- роман «Три жизни княгини Рогнеды», К. И. Тарасов (1986);
- пьеса «Полочанка», А. А. Дударев (1999);
- роман в стиле исторического фэнтези «Колдун» Ольги Григорьевой.

### В музыке
- опера «Рогнеда», А. Н. Серов (1865);

### В хореографии
- балет «Страсти (Рогнеда)», А. Ю. Мдивани (1993, Государственная премия Республики Беларусь 1996 года);

### В кино
- «Рогнеда» (1911) — режиссёр Владимир Кривцов, по сценарию А. В. Амфитеатрова[14];
- «Ярослав Мудрый» (1981) — СССР; режиссёр Григорий Кохан, в роли Рогнеды Раиса Недашковская.
- «Владимир Святой» (1993) — Россия; режиссёр Юрий Томошевский, в роли Рогнеды Наталья Данилова.
- «Сага древних булгар. Лествица Владимира Красное Солнышко» (2004) — в роли Рогнеды Алиса Признякова[15].
- «Викинг» (2016) — Россия; режиссёр Андрей Кравчук, в роли Рогнеды Александра Бортич.

## Комментарии
1. ↑  На территории нынешней Витебской области (Белоруссия).
2. ↑  «Повесть временных лет» относит войну Владимира и Ярополка, захват Полоцка и последующее вокняжение Владимира в Киеве к 6488 (980) году. Однако в «Памяти и похвале князю Русскому Владимиру» Иакова Мниха указано, что Владимир вокняжился в Киеве 11 июня 6486 (978) года.
3. ↑  Ныне город Заславль Минского района Минской области (Белоруссия).